# عطا الله أبو السبح
عطا الله عبد العال محمد أبو السبح، شغل عدة مناصب وزارية، فكان وزير الثقافة الفلسطيني، ثم بعد الانقسام الفلسطيني أصبح وزيراً لشؤون الأسرى والمحررين في الحكومة الفلسطينية في غزة، خلفاً للوزير السابق محمد فرج الغول الذي أصبح يتولي فقط وزارة العدل.، ورئيس رابطة علماء فلسطين فرع رفح،

## سيرة
وهو من مواليد السوافير الشرقية المحتلة عام 1948م، هاجر مع أسرته وهو رضيع أصبح عضوا الحال في مخيم رفح وتلقى تعليمه الأساسي في مدارس وكالة الغوث برفح وأنهى التوجيهي من مدرسة بئر السبع الثانوية بتفوق ليدرس في مركز تدريب المعلمين في رام الله حيث يتخرج منه عام 1969م تخصص العلوم والرياضيات.
عمل مدرساً في مدارس وكالة الغوث حتى عام 1984، وكان صاحب دراية وخبرة حتى أصبح عضواً في الهيئة الإدارية لنادي خدمات رفح سنة (1977-1978)، ثم درس أبو السبح في الجامعة الإسلامية وتولى منصب رئيس مجلس طلاب الجامعة الإسلامية سنة (1981-1982م)متخرجاً منها تخصص شريعة وقانون بدرجة امتياز.
وعمل معيداً في الجامعة الإسلامية ثم حصل على الماجستير، في فقه التشريع /سياسة شرعية من جامعة النجاح الوطنية، ليواصل دربه ويحصل على الدكتوراه من جامعة أم درمان في السودان بتقدير امتياز و يعمل داعية وخطيب في مساجد قطاع غزة، ثم تولى عمادة شئون الطلاب في الجامعة الإسلامية من عام 1997م إلى عام 2001م.
وكان للدكتور أبو السبح وقفات وطنية وسجالاً مع الأعداء، حيث أعتقل في سجون الاحتلال خمس مرات (بما يعادل 3سنوات )، وهو صاحب قلم قوي وكاتب صحفي في جريدة الرسالة ومجلة السعادة ولم يخلُ من كتابة الشعر وله خمسة دواوين تحت الطبع كما أنه يهتم بالقضايا المجتمعية وحل المنازعات على أساس شرعي.